# J. Cole

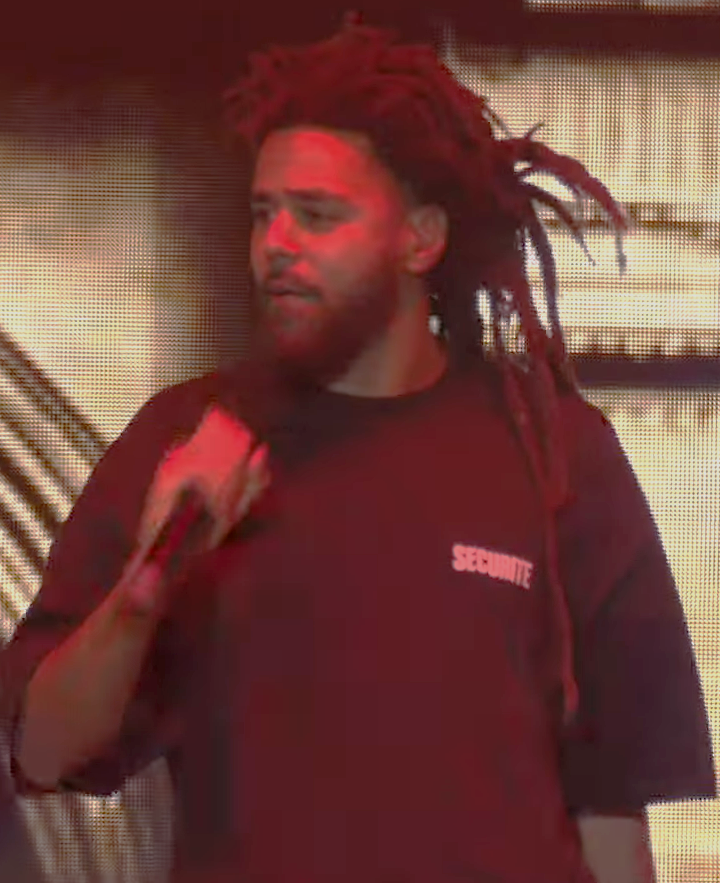
J. Cole (2023)

Jermaine Lamarr Cole (* 28. Januar 1985 in Frankfurt am Main, Deutschland), bekannt unter seinem Künstlernamen J. Cole oder auch King Cole, ist ein US-amerikanischer Rapper, Musikproduzent und Basketballspieler. Er war der erste Künstler, der von Jay-Zs Plattenlabel Roc Nation unter Vertrag genommen wurde.

## Leben

### Kindheit und Jugend
J. Cole wurde am 28. Januar 1985 als Sohn eines afroamerikanischen Soldaten der U.S. Army und seiner in Michigan geborenen Frau im Frankfurter Nordend geboren, dessen Räumlichkeiten heute das Amerikanische Generalkonsulat beherbergen. Sein Vater verließ die Familie, als Cole noch ein Baby war. Im Alter von acht Monaten zog seine Mutter mit ihm und seinem älteren Bruder Zach in die Vereinigten Staaten, wo sie sich in Fayetteville im US-Bundesstaat North Carolina niederließen. Dort wuchs Cole den Großteil seiner Kindheit in ärmlichen Verhältnissen in ständig wechselnden Unterkünften auf. Um für das Einkommen der Familie zu sorgen, hatte seine Mutter meist mehrere Jobs auf einmal. Als Cole elf Jahre alt war, heiratete seine Mutter erneut, woraufhin die Familie mit dem neuen Ehemann der Mutter in ein Haus im Forest Hills Drive zog. Dort wohnte Cole bis zum Alter von 18 Jahren. Er besuchte die Terry Sanford High School in Fayetteville, wo er als talentierter Basketballspieler auffiel. Im Jahr 2003 schloss er die High School mit einem GPA von 4,2 ab. Anschließend zog er nach New York City, wo er an der St. John’s University im Hauptfach „Kommunikation“ und im Nebenfach „Wirtschaft“ studierte. Seinen Abschluss machte er im Jahr 2007 mit der Gesamtbewertung magna cum laude („mit großem Lob, sehr gut“).

### Erste Erfahrungen mit Rap
J. Cole begann mit dem Rappen im Alter von 13 Jahren, als sein Cousin ihm die Grundlagen des Reimens und der Wortspiele zeigte. Am meisten wurde Cole von Rapper Tupac Shakur inspiriert, aber auch von anderen Künstlern wie Notorious B.I.G., Canibus, Nas, Eminem und Jay-Z. Cole entwickelte eine Liebe für Geschichten in seinen Texten. Im Alter von 15 Jahren hatte J. Cole mehrere Notizbücher mit verschiedenen Reimen gefüllt, aber er besaß keine eigenen Beats, die er mit den Reimen hätte zusammenstellen können. Seine Mutter kaufte ihm daraufhin eine Roland TR-808 Beat-Machine, mit der Cole letztendlich seine eigene Musik produzieren konnte. Im Alter von 17 Jahren sendete Cole seine Songs auf verschiedenen Internet-Foren unter dem Spitznamen „Therapist“ (deut. „Therapeut“). J. Cole stand drei Stunden vor dem Gebäude von Jay-Zs Label, um ihm einen Beat zu zeigen, den er von Idris Muhammad samplete, so dass Jay-Z ihn unter Vertrag nehmen könnte. Allerdings mied Jay-Z Nachwuchsrapper. Bevor J. Cole von Roc Nation unter Vertrag genommen wurde, arbeitete er als Großhändler. Eines Morgens schaute er auf sein Handy und bemerkte, dass er eine Nachricht von einem Mitarbeiter bekommen hatte, der J. Cole sagte, er solle ihn zurückrufen. Er ging ins Badezimmer, um auf die Nachricht zu antworten, weil er an seinem Arbeitsplatz sein Handy nicht privat nutzen durfte. Als J. Cole den Mitarbeiter zurückgerufen hatte, sagte dieser, dass J. Cole einen Anruf von Jay-Zs Management bekommen habe und dass er sich so bald wie möglich mit diesem treffen solle. J. Cole beschloss nicht länger bei der Arbeit zu bleiben und ging, um sich umzuziehen und sich für sein Treffen fertig zu machen.

### 2007–2011: Mixtapes und Features

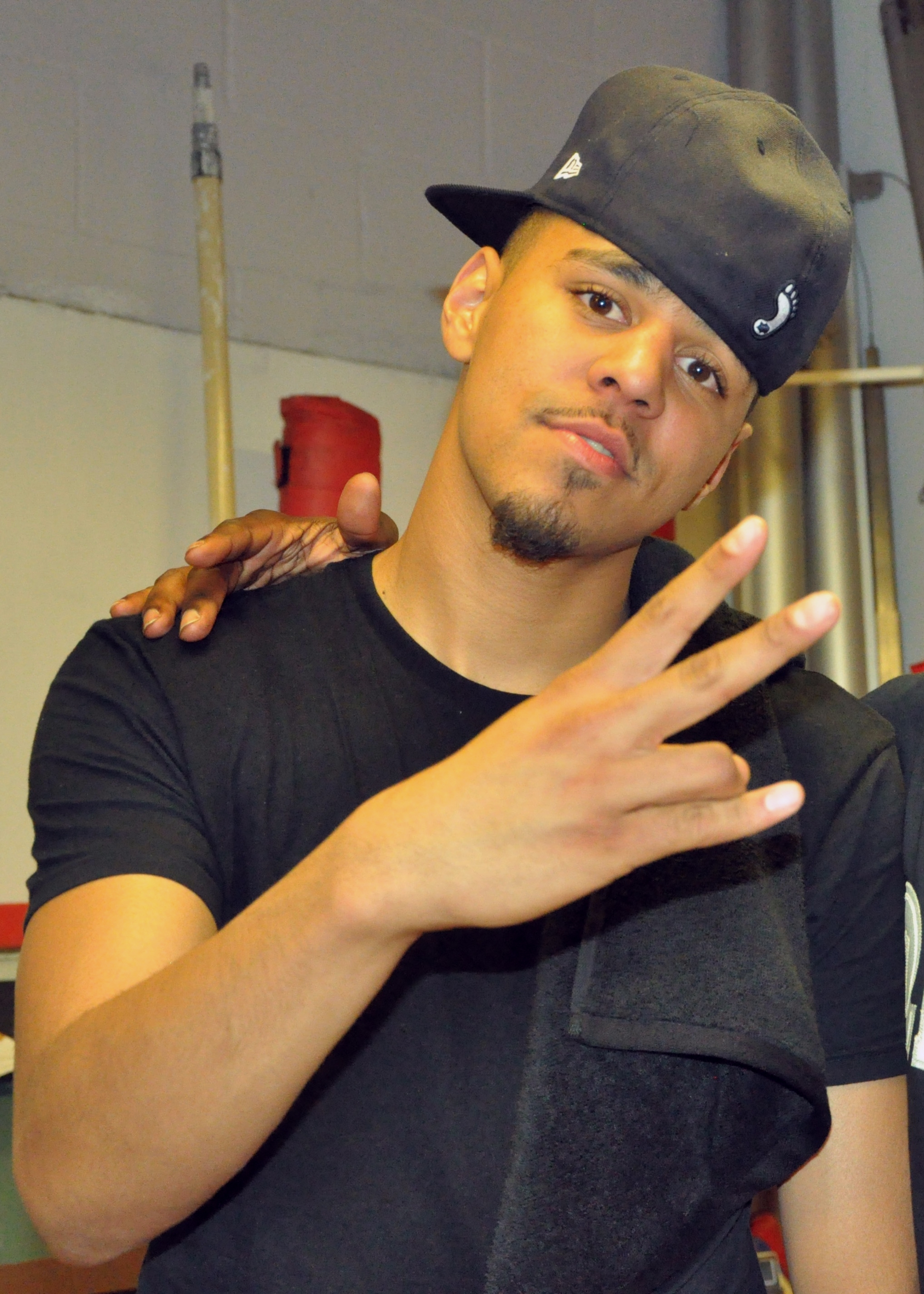
J. Cole (2011)

Cole veröffentlichte sein Debütmixtape, The Come Up, im November 2007 nach dem Abschließen seiner College-Zeit. Jay-Z nahm Cole unter Vertrag, nachdem er seinen Song Lights Please hörte. Vor der Veröffentlichung seines zweiten Mixtapes veröffentlichte Cole die Single Show Me Somethin’ für Werbezwecke. Er veröffentlichte sein zweites Mixtape, The Warm Up, am 15. Juni 2009. Nach der Veröffentlichung von The Warm Up veröffentlichte er Back to the Topic.
Cole ist als Feature auf Jay-Zs Album The Blueprint 3 zu finden. Er wirkt bei dem Song A Star Is Born mit. Er ist außerdem auf Wales Debütalbum Attention Deficit an dem Song Beautiful Bliss beteiligt, nachdem er bereits auf Wales Mixtape Back to the Feature vertreten war. Cole hat auch erklärt, dass er mit Produzenten wie No I.D., Pharrell, Jim Jonsin und Salaam Remi für sein Debütalbum gearbeitet hat. Cole stand als Vorgruppe von Jay-Zs Blueprint 3-Tour auf der Bühne.
Im Frühjahr 2010 wurde Cole auf Platz 49 der „50 Great Artists Breakthroughs“ des Beyond Race Magazine gewählt.
Im Januar 2010 war Cole zusammen mit Jay Electronica und Mos Def an Talib Kwelis und Hi-Teks Single Just Begun beteiligt. Der Song erschien auf Reflection Eternals Album Revolutions Per Minute. Cole erschien auch auf B.o.Bs Mixtape May 25 (veröffentlicht im Februar 2010) auf dem Song Gladiators. Am 27. April 2010 veröffentlichte er den Song Who Dat. Cole war auch an Young Chris’ Song Still the Hottest beteiligt und war auf Miguels Lied All I Want Is You zu hören. Außerdem hatte Cole ein Feature auf We On von DJ Khaled.
J. Cole ging vom 19. März bis 30. April 2010 auf College-Tour und schloss sie in New Brunswick, NJ am jährlichen Rutgersfest in der Rutgers University ab. Die Tour beinhaltete auch einen Auftritt in der Syracuse University gemeinsam mit anderen Rappern wie Wiz Khalifa.
Um den Jahrestag der Veröffentlichung von The Warm Up zu feiern, veröffentlichte J. Cole am 15. Juni 2010 den Freestyle-Titel The Last Stretch. Am 21. Juni desselben Jahres wurde J. Coles Musikvideo zu seiner ersten Single Who Dat erstmals bei BETs 106 & Park gezeigt.
Am 12. November 2010 veröffentlichte J. Cole sein drittes Mixtape mit dem Titel Friday Night Lights. Das Tape beinhaltet Features mit Drake, Wale und Omen mit den meisten der Produktion gehandhabt durch Cole mit Unterstützung von Syience, Bink & L&X Music. Außerdem drehte er ein Video für In the Morning featuring Drake.
Am 17. Januar 2011 veröffentlichte J. Cole eine Remixversion von Rihannas dritter Single S&M von ihrem fünften Studioalbum Loud.
Am 14. März 2011 veröffentlichte J. Cole eine Single mit dem Titel Killers. Am 25. April 2011 führte Vibe ihn auf Platz 5 der Liste der besten lebenden Rapper unter 30 auf. J. Cole verwendete bisher Analog-Technologie, um seine Beats zu machen. Aber nun macht er seine Beats allein digital. Er mixt seine Musik in einem Programm namens „Recycle“. Dann nimmt er die Probe und bringt es in Logic. Von dort aus hat er alle seine Proben geschnitten und bereit und kann alles von seiner Tastatur steuern. In letzter Zeit beginnt J. Cole seinen Herstellungsprozess, indem er erst seine Drum-Patterns macht und später eine Melodie dazu fügt.
Am 22. Mai 2011 veröffentlichte J. Cole die Single mit dem Titel Return of Simba, die dritte Single aus der „Simba-Reihe“ nach Simba und Grown Simba. J. Cole war außerdem für den BET Award 2011 für Best New Artist nominiert. J. Cole war Bestandteil der Vorgruppe von Drakes Light Dreams and Nightmares UK Tour vom 5. bis 21. Januar 2011. Er trat im Herbst 2011 im Vereinigten Königreich im Vorprogramm von Tinie Tempah während seiner 7-city Arena Tour vom 31. Oktober bis 8. November auf.
J. Cole war auch Vorgruppe von Rihanna bei der Nordamerika-Etappe ihrer Loud Tour, die am 4. Juni 2011 begann und am 5. August 2011 in Barbados endete.

### Seit 2011: Debütalbum und kommerzieller Erfolg
J. Cole schrieb am 4. Mai 2011 via Twitter: 

“All singles done. Album ridiculous. Title Perfect. Music incredible. Thank you for your patience. Let’s change the game.”

 Er verkündete, dass Jay-Z auf dem Album zu hören sei. Am 27. September 2011 erschien sein Album Cole World: The Sideline Story.
Während des letzten Auftritts von Cole bei Rihannas Loud Tour in Barbados drehte Cole das Musikvideo für seine zweite Single Can’t Get Enough mit Trey Songz (der als Gastmusiker im Lied auftritt) und Rihanna.
Am 18. Juni 2013 erschien unter hohen Erwartungen sein zweites Album Born Sinner, das nach drei Wochen die Nummer eins der amerikanischen Billboard 200 Charts erreichte. Aria Nejati schrieb für Hiphop.de, dass das Album „kaum Schwächen“ zeige und J. Cole das, „was er tut, unglaublich gut tut“. Vorzuhalten sei ihm lediglich „die fehlende Vielfältigkeit seiner Themenauswahl“. Insgesamt zeige Cole „auf seinem zweiten Album vor allen Dingen, dass er sich in einem enorm schnellen Tempo weiterentwickelt“.
Am 9. Dezember 2014 veröffentlichte J. Cole sein drittes Studioalbum 2014 Forest Hills Drive. Das Album debütierte auf dem ersten Platz der amerikanischen Billboard Charts und erreichte nach knapp vier Monaten als erstes Album von J. Cole den Platinstatus.
Am 1. Dezember 2016 wurde das Cover zum vierten Studioalbum 4 Your Eyez Only veröffentlicht, welches dann am 9. Dezember mit zehn Songs erschien und in den Vereinigten Staaten die Platinauszeichnung erhielt.
2018 erschien das fünfte Studioalbum KOD. Als Mitautor und Gastrapper beim Song A Lot von 21 Savage wurde er bei den Grammy Awards 2020 für den besten Rap-Song ausgezeichnet. 2021 erschien sein sechstes Studioalbum The Off-Season. Das Album erreichte die Nummer eins der amerikanischen Billboard 200 Charts.
Am 5. April 2024 veröffentlichte J. Cole ohne vorherige Ankündigung sein Mixtape Might Delete Later.

## Diskografie
Studioalben

| Jahr | Titel Musiklabel                                       | Höchstplatzierung, Gesamtwochen, AuszeichnungChartplatzierungen (Jahr, Titel, Musiklabel, Platzierungen, Wochen, Auszeichnungen, Anmerkungen) | Höchstplatzierung, Gesamtwochen, AuszeichnungChartplatzierungen (Jahr, Titel, Musiklabel, Platzierungen, Wochen, Auszeichnungen, Anmerkungen) | Höchstplatzierung, Gesamtwochen, AuszeichnungChartplatzierungen (Jahr, Titel, Musiklabel, Platzierungen, Wochen, Auszeichnungen, Anmerkungen) | Höchstplatzierung, Gesamtwochen, AuszeichnungChartplatzierungen (Jahr, Titel, Musiklabel, Platzierungen, Wochen, Auszeichnungen, Anmerkungen) | Höchstplatzierung, Gesamtwochen, AuszeichnungChartplatzierungen (Jahr, Titel, Musiklabel, Platzierungen, Wochen, Auszeichnungen, Anmerkungen) | Anmerkungen                                                    |
| Jahr | Titel Musiklabel                                       | DE | AT | CH | UK | US | Anmerkungen                                                    |
| ---- | ------------------------------------------------------ | --- | --- | --- | --- | --- | -------------------------------------------------------------- |
| 2011 | Cole World: The Sideline Story Roc Nation/Columbia     | — | — | CH62 (2 Wo.)CH | UK25 Gold · (2 Wo.)UK | US1 Platin · (70 Wo.)US | Erstveröffentlichung: 27. September 2011 Verkäufe: + 1.140.000 |
| 2013 | Born Sinner Dreamville/Roc Nation/Columbia             | DE74 (1 Wo.)DE | — | CH27 (2 Wo.)CH | UK7 Gold · (7 Wo.)UK | US1 ×3Dreifachplatin · (132 Wo.)US | Erstveröffentlichung: 18. Juni 2013 Verkäufe: + 3.180.000      |
| 2014 | 2014 Forest Hills Drive Dreamville/Roc Nation/Columbia | — | — | CH49 (2 Wo.)CH | UK27 Platin · (16 Wo.)UK | US1 ×6Sechsfachplatin · (… Wo.)US | Erstveröffentlichung: 9. Dezember 2014 Verkäufe: + 6.605.000   |
| 2016 | 4 Your Eyez Only Dreamville/Roc Nation/Interscope      | DE79 (1 Wo.)DE | — | CH16 (1 Wo.)CH | UK21 Gold · (11 Wo.)UK | US1 ×2Doppelplatin · (69 Wo.)US | Erstveröffentlichung: 9. Dezember 2016 Verkäufe: + 2.160.000   |
| 2018 | KOD Dreamville/Roc Nation/Interscope                   | DE16 (3 Wo.)DE | AT4 (2 Wo.)AT | CH6 (3 Wo.)CH | UK2 Gold · (11 Wo.)UK | US1 ×2Doppelplatin · (72 Wo.)US | Erstveröffentlichung: 20. April 2018 Verkäufe: + 2.200.000     |
| 2021 | The Off-Season Dreamville/Roc Nation/Interscope        | DE16 (4 Wo.)DE | AT2 (5 Wo.)AT | CH5 (6 Wo.)CH | UK2 Gold · (10 Wo.)UK | US1 Platin · (75 Wo.)US | Erstveröffentlichung: 14. Mai 2021 Verkäufe: + 1.125.000       |

## Professionelle Basketball-Karriere
Am 10. Mai 2021 wurde bekanntgegeben, dass Cole einen Vertrag bei dem Patriots Basketball Club in der Basketball Africa League (BAL) unterschrieben hat.
In seinem Debüt am 16. Mai 2021 erzielte er drei Punkte, drei Rebounds und zwei Assists und verhalf den Patriots damit zu einem 83:60-Sieg gegen die Rivers Hoopers.